# 바르바라 프라비
바르바라 프라비(Barbara Pravi, 1993년 4월 10일 ~ )는 프랑스의 싱어송라이터, 배우이다. 유로비전 송 콘테스트 2021에 프랑스 대표로 참가해 최종 2위를 했으며 참가곡은 "Voilà"이다.

## 음반 목록

### 전체 앨범
On n'enferme pas les oiseaux (2021)

### EP
- Barbara Pravi (2018)
- Reviens pour l'hiver (2020)
- Les prières (2021)
- Les prières : racines (2021)